# Javier Rodríguez Moreno
Javier Rodríguez Moreno (Madrid, 22 de julho de 2002) é um jogador de handebol espanhol.

## Carreira

### Carreira nos clubes
Rodriguez aprendeu a jogar handebol no BM Base Villaverde. Jogou pelo BM Alcobendas até 2020, na Liga ASOBAL, a liga espanhola mais alta, até ser rebaixado na temporada 2018/2019. Rodriguez então se mudou para o clube da primeira divisão Quabit BM Guadalajara, com quem foi rebaixado após a temporada 2020/21. De 2021 a 2023 jogou pelo BM Logroño La Rioja, também na Liga Asobal. Para a temporada 2023/2024 mudou-se para o FC Barcelona. Com o Barcelona, ganhou o campeonato espanhol, a Liga dos Campeões da EHF, a Copa ASOBAL, a Supertaça Ibérica e a Copa del Rey na temporada 2023/2024.

### Carreira internacional
Rodríguez jogou na seleção juvenil espanhola e, em 2017, foi convidado para o elenco ("los Hispanos Promesas") pela primeira vez. Nos Jogos do Mediterrâneo de 2020, ele ganhou a medalha de ouro com a seleção juvenil espanhola. Ele ganhou a medalha de bronze com a seleção sub-18/sub-19 no Campeonato Europeu Sub-19 de 2021 e foi eleito para o time All-Star. Rodriguez jogou um total de 25 partidas pela seleção juvenil de 2019 a 2021, nas quais marcou 38 gols.
Com a seleção espanhola júnior, Rodríguez conquistou a medalha de ouro no Campeonato Europeu Sub-20 de 2022 e foi novamente eleito para o time All-Star. Pela seleção júnior, ele jogou em 30 partidas de 2022 a 2023 e marcou 71 gols.
Em dezembro de 2021, Rodríguez foi convocado pela primeira vez para a seleção principal espanhola. Ele jogou sua primeira partida em 27 de abril de 2023 na EHF Euro Cup contra a Dinamarca.
Nos Jogos Olímpicos de Verão de 2024, em Paris, conquistou a medalha de bronze no torneio masculino do handebol, após vencer confronto contra a equipe eslovena por 23–22 na disputa pelo terceiro lugar.